# José dos Santos Lopes
José dos Santos Lopes conosciuto solo come Lopes (Batatais, 1º novembre 1910 – Batatais, 28 agosto 1996) è stato un calciatore brasiliano.

## Carriera
In carriera, Lopes ha giocato prevalentemente con il Corinthians. Con la Nazionale brasiliana ha disputato il Campionato mondiale di calcio 1938.

## Palmarès

### Club

#### Competizioni nazionali
- Campionato paulista: 4

Corinthians: 1937, 1938, 1939, 1941